# Kuens

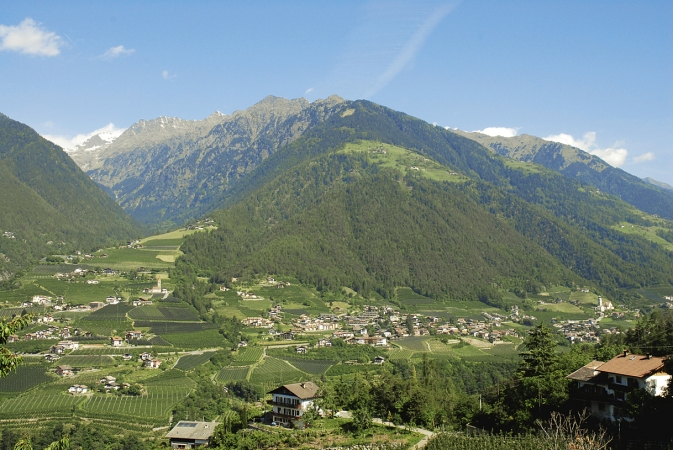
Links die Gemeinde Kuens, dahinter der Eingang ins Spronser Tal, in der Bildmitte und rechts die Nachbargemeinde Riffian

Kuens ([kuə̯ns]; italienisch Caines) ist eine italienische Gemeinde und ein Dorf in Südtirol in Passeier nahe Meran mit 389 Einwohnern (Stand 31. Dezember 2023).

## Geographie
Kuens – mit einer Fläche von nur 1,66 km² die kleinste Gemeinde Südtirols – befindet sich im Burggrafenamt in Vorderpasseier bzw. im unteren Passeiertal. Das Gemeindegebiet liegt auf der orographisch rechten, westlichen Talseite über dem Ausgang des Spronser Tals. Die Passer und der Spronser Bach bilden die südliche und westliche Gemeindegrenze. Das kleine Dorfzentrum befindet sich auf einer Geländeterrasse in rund 560 m Höhe in unmittelbarer Nachbarschaft zu Riffian. Darüber erreicht das Gemeindegebiet am Osthang der Texelgruppe, die zu den Ötztaler Alpen gerechnet wird, eine Höhe von knapp über 1200 m.

## Geschichte
Die heutige Pfarrkirche in Kuens reicht in die romanische Zeit zurück und ist dem Hl. Mauritius und dem Hl. Korbinian geweiht. Das Wappen zeigt Korbinian, der bei Kuens ein Kloster gründete. Ein Korbiniansbär begleitet ihn, da Bischof Korbinian der Sage nach mit einem Bären nach Rom gepilgert sein soll.
Die Klostergründung Korbinians in Kuens ist in einer Schenkungsurkunde aus der Zeit zwischen 718 und 725 festgehalten, in der der bajuwarische Graf Grimoald dem Hochstift Freising die Flur locus Cainina (so hieß Kuens damals) schenkungshalber überträgt. Der Name kann rätisch sein, darauf weisen das Suffix -ina und der Vergleich mit dem Volksnamen der rätischen Genaunen (damals Caenaunes) hin. Aus dem Jahr 1394 ist die urkundliche Form Chains überliefert, auch in diesem Zusammenhang war das Freisinger Kollegiatstift St. Andreas in Kuens begütert.
Kuens gehörte bis zum Ende des Ersten Weltkriegs zum Gerichtsbezirk Meran und war Teil des Bezirks Meran.

## Politik
Kuens ist die einzige Gemeinde Südtirols ohne eigenes Rathaus. Die politischen Organe und die Verwaltung benützen das in unmittelbarer Nachbarschaft gelegene Rathaus von Riffian mit.
Bürgermeister seit 1952:
- Josef Öttl: 1952–1960
- Peter Höllrigl: 1960–1985
- Alois Kleon: 1985–2005
- Alois Kuen: 2005–2015
- Manfred Raffl: seit 2015

## Bevölkerung
Kuens ist gemäß den erhobenen Sprachgruppenzugehörigkeitserklärungen bzw. Sprachgruppenzuordnungserklärungen eine weitgehend deutschsprachige Gemeinde. Als Berechnungsgrundlage der folgenden Prozentwerte wurden die gültigen Erklärungen von Personen mit italienischer Staatsbürgerschaft herangezogen.
| Sprache     | 1981    | 1991    | 2001    | 2011    | 2024    |
| ----------- | ------- | ------- | ------- | ------- | ------- |
| Deutsch     | 98,16 % | 96,26 % | 97,10 % | 96,28 % | 97,04 % |
| Italienisch | 1,84 %  | 3,74 %  | 2,90 %  | 3,47 %  | 2,43 %  |
| Ladinisch   | 0,00 %  | 0,00 %  | 0,00 %  | 0,25 %  | 0,54 %  |

## Bildung
In der Gemeinde gibt es einen Kindergarten und eine Grundschule für die deutsche Sprachgruppe.

## Sehenswürdigkeiten
- Pfarrkirche St. Mauritius und Korbinian